# TIOT
TIOT(한국어: 티아이오티)은 대한민국의 5인조 보이 그룹이다.

## 구성원
| 이름   | 소개                                                                                       |
| ------ | ------------------------------------------------------------------------------------------ |
| 김민성 | - 본명: 김민성 - 출생: 2003년 11월 3일(21세), 대한민국 - 활동기간: 2023년 8월 23일 ~ 현재  |
| 금준현 | - 본명: 금준현 - 출생: 2004년 1월 15일(21세), 대한민국 - 활동기간: 2023년 8월 23일 ~ 현재  |
| 홍건희 | - 본명: 홍건희 - 출생: 2004년 11월 15일(20세), 대한민국 - 활동기간: 2023년 8월 23일 ~ 현재 |
| 최우진 | - 본명: 최우진 - 출생: 2005년 1월 24일(20세), 대한민국 - 활동기간: 2023년 8월 23일 ~ 현재  |
| 신예찬 | - 본명: 신예찬 - 출생: 2007년 4월 9일(18세), 대한민국 - 활동기간: 2024년 4월 22일 ~ 현재   |

## 음반 목록

### EP
- 2023년 8월 23일 《Frame the Blueprint : Prelude to Possibilities》 (정식 데뷔 전 음반)
- 2024년 4월 22일 《Kick-START》
- 2025년 4월 17일 《FLEX LINE》

### 디지털 싱글
- 2023년 12월 14일 《Find The Way》
- 2024년 10월 2일 《그 계절 긴 터널을 지나》
- 2024년 11월 11일 《Take It Slow》
- 2025년 7월 7일 《맨발의 청춘》